# El Grande
El Grande est un jeu de société créé par Wolfgang Kramer et Richard Ulrich. Il a été publié par Jeux Descartes.
C'est un jeu pour 2 à 5 joueurs de 12 ans et plus.

## Règle du jeu

### Contenu de la boîte
- 1 plan de jeu
- 1 marqueur de tour (petit cube de bois noir)
- 155 Caballeros (de 5 couleurs différentes, 31 par couleur) 5 Grandes (de 5 couleurs différentes)
- 2 tableaux mobiles de marque
- 1 Castillo (château)
- 5 disques secrets
- 1 Roi (grosse quille noir de 8 cm)
- 45 cartes d'action
- 65 cartes de pouvoir (d'une valeur de 1 à 13 dans chaque couleur)
- 9 cartes de région

### Le plan de jeu
Le plan comporte 9 régions d'Espagne, un lieu sur lequel se trouve le château, une échelle de scores autour du plan de jeu, une échelle de tours comportant 9 parties et 3 échelles de décompte horizontales. Sur chaque région se trouve un tableau de marque comportant trois cases carrées qui indiquent sa valeur. Le joueur possédant le plus grand nombre de Caballeros marque les points indiqués dans la case la plus à gauche, le deuxième joueur ceux indiqués dans la deuxième case, etc.

### Préparation du jeu
Castillo : Monter et placer le château sur l'endroit approprié du plan de jeu.
Cartes de région : Les 9 cartes sont mélangées et empilées. Puis, la première de la pile est retournée. Le roi est placé dans la région qu'elle indique. Ensuite chaque joueur tire une carte qui détermine sa propre région d'origine.
Grande : Chaque joueur choisit une couleur, prend le Grande (le gros cube) de cette couleur et le place dans sa région d'origine.
Caballeros : Chaque joueur prend les 10 Caballeros de sa couleur. Les Caballeros restants sont mis de côté sur la table, en réserve. Cette réserve représente la province. Chaque joueur prend 2 de ses Caballeros initiaux et les place à proximité de son Grande, dans sa région d'origine. Chaque joueur place aussi un autre Caballero sur la 1re case de l'échelle de scores. Les 7 Caballeros restants sont placés devant chaque joueur. Cette réserve personnelle des joueurs constitue leur cour.
Disque secret : Chaque joueur prend un disque secret. On y trouve le nom de toutes les régions du plan de jeu.
Cartes de pouvoir : Chaque joueur prend l'ensemble des cartes de pouvoir de sa couleur. La valeur dans les coins de la carte représente la force du pouvoir, et celle du centre le nombre de Caballeros que la carte permet de déplacer.
Cartes d'action : De 1 à 5 Caballeros sont représentés sur leur dos. Les 11 cartes avec un Caballero forment la 1re pile, celles avec deux Caballeros la 2e, etc. La 5e pile est faite d'une seule carte (le roi). Chaque pile est mélangée et placée, face cachée, à côté du plan de jeu.
Tableaux mobiles de marque : Les 2 tableaux sont placés à côté du plan de jeu.

### Déroulement d'un tour
Un tour de jeu se compose des actions suivantes :
- Avancement du marqueur de tour.
- Retournement de la 1re carte de chaque pile.
- Utilisation de cartes de pouvoir.
- Chaque joueur entame sa phase (l'ordre des joueurs est déterminé par la valeur des cartes de pouvoir jouées).

Marqueur de tour (petit cube noir) :
Au commencement de la partie, le marqueur de tour est placé sur la 1re case de l'échelle de tours (sur la 2e dans le cas d'une partie courte). À chaque tour, le marqueur est avancé d'une case sur l'échelle. Le calcul des scores s'effectue à la fin du 3e, 6e et 9e tour (lorsque le marqueur est placé sur la case du disque secret).
Découverte des cartes d'action
La carte du dessus de chaque pile est retournée. Les joueurs prennent connaissance des textes et réfléchissent aux actions qu'ils aimeraient voir exécuter et à celles qu'ils préféreraient empêcher.
Jeu des cartes de pouvoir
Lors du 1er tour, le joueur le plus jeune commence à jouer. Au cours des tours suivants, le joueur qui avait joué le dernier précédemment joue alors en premier. Le jeu se poursuit dans le sens des aiguilles d'une montre. Les cartes de pouvoir sont jouées face apparente. Lorsqu'une certaine valeur est jouée, les joueurs suivants ne peuvent plus jouer une carte de pouvoir de la même valeur. Toutes les cartes qui sont jouées doivent être de valeur différente.
Une carte de pouvoir décide de 2 choses :
1. L'ordre des phases : Le joueur ayant joué la carte la plus forte joue en premier, suivi du joueur ayant joué la carte de force immédiatement inférieure, etc.
2. Le nombre de Caballeros que chaque joueur peut déplacer depuis la province jusqu'à sa cour.

#### Phases
Le joueur ayant joué la carte de pouvoir la plus forte joue sa phase en premier. Une phase se compose des actions suivantes, qui doivent se succéder dans l'ordre présenté :
- 1. Déplacement de Caballeros depuis la province jusqu'à la cour

Le joueur déplace un nombre de Caballeros, au plus égal au nombre indiqué sur sa carte de pouvoir, depuis la province jusqu'à sa cour. Si un joueur n'a pas assez de Caballeros en province, il peut en retirer du plan de jeu pour faire le complément. Il écarte ensuite sa carte de pouvoir qui est ainsi retirée du jeu.
- 2. Choix d'une carte d'action 
Le joueur choisit une carte d'action parmi celles qui sont face visible. Chaque carte d'action permet 2 actions :
  - Déplacer depuis la cour jusqu'au plan de jeu le nombre de Caballeros indiqué.
  - Exécuter ou empêcher l'action décrite par le texte et l'illustration.

IMPORTANT: CHAQUE JOUEUR DÉCIDE S'IL PLACE CES CABALLEROS SUR LE PLAN DE JEU AVANT OU APRÈS L'EXÉCUTION D'UNE ACTION SPÉCIALE.
- 3. Déplacement de Caballeros depuis la cour jusqu'au plan de jeu

(Cette action peut être faite en 4 si le joueur le désire). Le dos de la carte indique le nombre maximum de Caballeros que le joueur peut déplacer depuis sa cour jusque sur le plan de jeu. Ces Caballeros peuvent être placés dans une région contiguë à celle dans laquelle se trouve le roi et/ou dans le Castillo. On peut répartir les Caballeros comme on veut entre les différentes régions adjacentes à celle où se trouve le roi et le Castillo.
Exemple 1 : Le roi est en Galice. Des Caballeros ne peuvent être placés qu'en Vieille Castille, au Pays basque et dans le Castillo.
Exemple 2 : Le roi est en Nouvelle Castille. On ne peut placer des caballeros qu'en Vieille Castille, à Séville, Grenade, Valence, Aragon et dans le Castillo.
- 4. Exécution d'une action spéciale

(Cette action peut être faite en 3 si le joueur le désire). Le joueur décide s'il exécute ou non l'action spéciale décrite sur la carte choisie.
- 5. Défausse de la carte d'action choisie

Une fois que les 2 actions de la carte ont été réglées, celle-ci est défaussée afin qu'aucun autre joueur ne puisse de nouveau la choisir. À ce moment, le joueur ayant la deuxième plus forte valeur de carte de pouvoir entame son tour.

#### Phase suivante
Lorsque tous les joueurs ont joué leur phase de cette manière, s'il y a moins de 5 joueurs, les cartes face visible restantes sont écartées. Le tour suivant commence en avançant le marqueur de tour d'une case et en retournant 5 nouvelles cartes d'action. (La carte du roi est retournée au début de chaque tour et ne peut jamais être écartée.)

### Le Roi et la région royale
La région dans laquelle se trouve le roi se nomme la région royale. Le roi a 3 rôles :
1. Il indique quelles régions peuvent accueillir les Caballeros depuis les cours c'est-à-dire les régions adjacentes à celle où il se trouve. Certaines cartes admettent des exceptions à la règle.
2. La région royale est tabou! Aucun changement n'est autorisé! Aucun Caballero, aucun Grande ni aucun tableau mobile de marque ne peut y être amené ou retiré. Il n'est permis aucune exception.
3. Bonus royal : Le joueur possédant le plus de Caballeros dans la région royale gagne 2 points supplémentaires lorsque la région fait l'objet d'un décompte. Si plusieurs joueurs sont à égalité de Caballeros, le bonus royal n'est pas attribué.

### Le Castillo
Le Castillo est une région spéciale dotée des propriétés suivantes :
- Les Caballeros peuvent être placés dans le Castillo à n'importe quel moment (au moment des ajouts ou des déplacements de Caballeros) quelle que soit la position du roi. Lorsque les joueurs ajoutent des Caballeros dans le Castillo, ils doivent en annoncer clairement la quantité. Il est utile de se souvenir des joueurs qui possèdent des Caballeros dans le Castillo et du nombre de ces Caballeros. Par contre, il est interdit de compter les Caballeros cachés dans le Castillo, en prévision du décompte général (voir ci-dessous).
- Pendant chaque décompte général (après les tours 3, 6 et 9), le Castillo est complètement vidé. Les Caballeros sont déplacés vers d'autres régions du plan de jeu (voir règle suivante) et peuvent changer la majorité de celles-ci.

### Les décomptes
Il y a, au cours de la partie, 3 décomptes généraux (après le 3e, le 6e et le 9e tour). Pendant un décompte général, le marqueur de tour est placé sur la case portant une reproduction d'un disque secret, puis déplacé vers la droite sur les autres cases.
Un décompte général est composé des actions suivantes :
- Sélection d'une région à l'aide du disque secret.
- Décompte du Castillo.
- Déplacement des Caballeros depuis le Castillo vers les autres régions.
- Décompte de chaque région.

Sélection d'une région à l'aide du disque secret
Chaque joueur choisit une région dans laquelle il veut amener ses Caballeros depuis le Castillo, et l'indique sur son disque secret à l'aide de la flèche. Hormis la région royale, toute région peut être choisie. Après ce choix, tous les joueurs placent leur disque, face cachée, sur la table.

Important : tous les caballeros appartenant à un joueur ne peuvent se rendre que dans une seule région : celle indiquée sur son disque !
Décompte du Castillo
Lorsque tous les joueurs ont déposé leur disque sur la table, on compte les Caballeros présents dans le Castillo. Le décompte se fait comme pour les autres régions. (Voir "Décompte des régions").
Déplacement des Caballeros depuis le Castillo
Chaque joueur retourne son disque et déplace ses Caballeros venant du Castillo vers la région indiquée par son disque. Un joueur qui a malencontreusement choisi la région royale replace tous ses Caballeros dans sa cour. Le Castillo vidé est remis en place.
Décompte des régions
Afin qu'aucune région ne soit oubliée ou comptée deux fois, le marqueur de tour est déplacé vers la droite sur l'échelle de décompte. Le tableau de marque de chaque région indique le nombre de points attribués au joueur qui y possède le plus de Caballeros, ainsi qu'au second et au troisième. Les Grandes servent uniquement à déterminer l'appartenance de la région et ne comptent pas dans le calcul des majorités de cette région.
- Les 3 joueurs possédant le plus de Caballeros dans une région déplacent leur pion sur l'échelle de scores du nombre de cases correspondant à ce qu'indique le tableau de marque de la région. Exemple : 5/3/1. Celui qui a le plus de Caballeros dans cette région déplace son pion de 5 cases, le 2e de 3 cases et le 3e de 1 case sur l'échelle de scores.
- À 2 joueurs, seule la 1re valeur compte. Le joueur ayant le plus de Caballeros est seul à marquer des points.
- À 3 joueurs, seules les 2 premières valeurs comptent.
- Si plusieurs joueurs ont le même nombre de Caballeros et sont à égalité pour un classement, ils marquent les valeurs correspondant au rang inférieur.

Exemple 1 : Dans une région de valeur 5/3/1, rouge, bleu et jaune ont chacun 4 Caballeros et vert a 3 Caballeros. Le score est donc le suivant : rouge, bleu et jaune marquent 3 points pour le 2e rang et vert qui n'a que le 4e rang ne marque rien.
Exemple 2 : Dans une région de valeur 6/4/2, rouge a 4 Caballeros, bleu en a 3 et jaune et vert en ont 2 chacun. Le score est donc le suivant : rouge marque 6 points et bleu 4 points. Jaune et vert ont le même nombre de Caballeros. On saute donc 1 rang et ils ne marquent aucun point pour le 4e rang.
Le bonus royal
Chaque fois que la région royale est comptabilisée (même à cause d'une carte d'action), le joueur y possédant le plus de Caballeros reçoit un bonus supplémentaire de 2 points. Ce bonus est perdu en cas d'égalité pour la 1re place.
Les bonus du domicile
Si un joueur possède la majorité dans la région où se trouve son Grande, il s'ajoute un bonus de 2 points lors du décompte. Ce bonus est perdu en cas d'égalité pour la 1re place.

### Tableaux mobiles de marque
Les 2 tableaux mobiles de marque sont utilisés grâce aux cartes d'action et modifient la valeur d'une région.

### Fin de la partie
La partie se termine après le 3e décompte général. Le joueur dont le pion se trouve le plus loin sur l'échelle de scores est déclaré vainqueur et "El Grande".

## Récompenses
- Spiel des Jahres  1996
- Deutscher Spiele Preis  1996